# Pierre-Marie-David Le Cadre
Pierre-Marie-David Le Cadre SSCC (* 30. August 1875 in Questembert; † 21. November 1952) war ein Apostolischer Vikar der Marquesas-Inseln.

## Biographie
Pierre-Marie-David Le Cadre trat der Ordensgemeinschaft der Arnsteiner Patres bei und empfing am 29. Juli 1900 die Priesterweihe. Papst Benedikt XV. ernannte am 30. Dezember 1920 ihn zum Apostolischen Vikar der und Titularbischof von Demetrias.
Der Bischof von Vannes, Alcime-Armand-Pierre-Marie Gouraud, spendete ihm am 5. Januar des nächsten Jahres die Bischofsweihe; Mitkonsekratoren waren Adolphe Duparc, Bischof von Quimper, und Eugène-Stanislas Le Senne, Bischof von Beauvais.